# Федосьєв Олександр Іванович

Федосьєв Олександр Іванович, 2017

Федосьєв Олександр Іванович (9 вересня 1991, Кілія, Одеська область) — воїн ЗСУ, 28-а окрема механізована бригада, переможець міжнародного турніру «Ігри Героїв-2017».

## З біографії
Закінчив Криничницьку СШ смт. Криничне, Болградський район, Одеська область.
Учасник Російсько-Української війни (2014—… рр.), учасник боїв за Іловайськ, на Савур-Могилі. Був поранений у боях.
Станом на 2017 р. — студент Харківського національного університету імені В. Н. Каразіна. У 2022 році закінчив бакалаврат з геології цього університету.

## Нагороди
- Орден «За мужність» III ступеня[2]